# 巨細胞性動脈炎
巨細胞性動脈炎（きょさいぼうせいどうみゃくえん、英: Giant-cell arteritis;GCA）は、リウマチ関連疾患の1つ。側頭動脈炎（そくとうどうみゃくえん (英: temporal arteritis)とも呼ばれていたが、血管炎の名称を定める国際基準CHCCの2012年改訂で現在の名前となった。

## 病因
詳細な原因は不明である。

## 症状
- 側頭動脈の自発痛
- 浅側頭動脈・後頭動脈の腫脹・硬化・圧痛・脈拍微弱/缺如(側頭動脈の数珠状変化・拡張は尤度比4.6および4.3であった[2])
- 拍動性の頭痛
- 発熱
- 視野欠損、失明
- 間歇性顎跛行 (jaw claudication; 食べ物を噛むときに頬に痛みがある。噛むことにより血流が不足するため。顎跛行は感度に乏しいものの、陽性尤度比が4.2と特異度が高い[2])
- 体重減少

などを認める。

## 検査
赤血球沈降速度 (ESR) 上昇、CRP増加、白血球数増加などが認められる。
眼底での動脈炎から失明を来たすことがあるため、眼底検査や眼科医の診察を受ける必要がある。
側頭動脈の生検が診断を下すうえで重要である。
- 超音波断層走査で側頭動脈、後頭動脈または滑車上動脈に低エコーの同心性血管壁肥厚(hypoechoic halo sign)が認められる[3]。
- 典型例ではCRP ≧5mg/dL, ESR ≧50mm/1hr

## 分類基準
アメリカ・リウマチ学会(ACR) 1990年
1. 発病年齢 50歳以上: 臨床徴候の出現が50歳以上
2. 頭痛: 新たに出現し、新しい性質の頭部に限局した疼痛(片頭痛などと鑑別できる)
3. 側頭動脈の異常: 側頭動脈の圧痛・拍動の低下
4. 赤沈亢進: 赤沈(ESR) 50mm/hr以上
5. 動脈生検異常所見: 単核球細胞浸潤あるいは多型核巨細胞をもつ肉芽腫性病変

以上の5項目のうち3項目を満足した場合を側頭動脈炎と診断する。

## 治療
ステロイドが奏効する。ただし15mg/dayの少量ステロイドでよいリウマチ性多発筋痛症と違い、側頭動脈炎ではプレドニゾロン40〜60mg/dayの高用量を用いる。